# Thorsten Mahrer
Thorsten Mahrer (22 gennaio 1990) è un calciatore austriaco, difensore dell'Austria Klagenfurt.

## Caratteristiche tecniche
È un difensore centrale.

## Carriera
Cresciuto nelle giovanili del Mattersburg, ha esordito in prima squadra il 21 aprile 2014 in occasione del match pareggiato 1-1 contro il Kapfenberger.